# Scopula immutaria
Scopula immutaria är en fjärilsart som beskrevs av Jacob Hübner 1798. Scopula immutaria ingår i släktet Scopula och familjen mätare. Inga underarter finns listade.